# Franz Guttenberger
Franz Guttenberger (* 14. August 1949 in Abensberg) ist ein deutscher Jurist. Er war von 2005 bis 2014 Richter am Bundesverwaltungsgericht.

## Leben und Wirken
Guttenberger studierte Rechtswissenschaft in Regensburg. Nach Abschluss seiner juristischen Ausbildung und einer dreimonatigen Tätigkeit bei der Regierung der Oberpfalz trat er 1976 in den Justizdienst des Freistaates Bayern ein und wurde dem Verwaltungsgericht Regensburg zugewiesen. Ab Januar 1979 erfolgte seine Abordnung für ein Jahr an das Landratsamt Kelheim. 1980 wurde Guttenberger zum Richter am Verwaltungsgericht Regensburg ernannt. 1992 erfolgte seine Ernennung zum Richter am Bayerischen Verwaltungsgerichtshof.
Nach der Ernennung zum Richter am Bundesverwaltungsgericht im November 2005 gehörte Guttenberger dem u. a. für das Umweltschutzrecht, das Immissionsschutzrecht, das Abfallrecht, das Atomrecht, das Bergrecht, das Recht des Baues von Wasserstraßen, das Recht der Anlegung von Schienenwegen und das Informationsfreiheitsrecht zuständigen 7. Revisionssenat an. Am 30. November 2014 trat Guttenberger in den Ruhestand.
Neben seiner richterlichen Tätigkeit unterrichtete Guttenberger von 1979 bis 1982 Rechtskunde an der Landwirtschaftsschule Abensberg und von 1983 bis 1996 an der Bayerischen Beamtenfachhochschule. Seit 1989 war er zudem verwaltungsrichterliches Mitglied der Kammern für Baulandsachen bei den Landgerichten Landshut und Regensburg, ab 1992 beim Oberlandesgericht München.